# Комбінаторна хімія
Комбінато́рна хі́мія — галузь хімічної науки, мета якої полягає у швидкому синтезі або комп'ютерній генерації різних, проте структурно споріднених, біологічно активних сполук або матеріалів та високопродуктивному біологічному скринінгу одержаних речовин.
Комбінаторна хімія використовує хімічні методи для продукування бібліотек органічних сполук із наборів будівельних блоків, якими можуть бути амінокислоти, нуклеотиди чи низькомолекулярні органічні сполуки. Бібліотеки сполук, синтезовані за цією методологією, використовуються зокрема для пошуку нових ліків, нових матеріалів з унікальними властивостями.

## Загальний опис
Комбінаторний синтез дозволяє швидко одержати велику кількість сполук. Для прикладу, на основному структурному фрагменті з трьома точками рандомізації (R1, R2 та R3) можна згенерувати NR1×NR2×NR3 можливих структур, де NR1, NR2, NR3 — кількості різноманітних замісників, що можуть бути використані для синтезу. Основний вихідний білдинг-блок — темплейт (від англ. template) — синтезують, як правило, у великих кількостях, тоді як кінцеві комбінаторні продукти синтезуються у міліграмових кількостях. Темплейт має постійну базову структуру та одну або декілька функціональних груп, що легко дериватизуються; кінцеві комбінаторні сполуки одержують шляхом паралельного синтезу, при цьому синтез планують так, щоби комбінаторна стадія була максимально простою у виконанні.
Комбінаторна хімія спрямована на задоволення потреб фармацевтичної промисловості; останні два десятиліття вона є невід'ємною частиною пошуку нових біологічно активних сполук. Дослідники намагаються знайти сполуки з найвищою біологічною активністю, створюючи бібліотеку (серію) структурно споріднених речовин з однаковою базовою структурою. Роботизація процесів дозволяє застосовувати промислові підходи до рутинного комбінаторного синтезу і одержувати мільйони нових унікальних сполук в рік та перевіряти їх на наявність необхідної біологічної активності.
Для обробки великої кількості структурних варіацій, дослідники створюють т.зв. віртуальну бібліотеку — комп'ютерний перелік всіх можливих структур з даного фармакофору та всіх доступних реагентів. Віртуальні бібліотеки можуть містити від сотень до мільйонів структур. З них вибирають підмножину для реального синтезу, спираючись на різноманітні обчислення та критерії відбору.
Синтезовані сполуки проходять перевірку біологічної активності шляхом високопродуктивного біоскринінгу на роботизованих установках. Використання як мішеней чистих білків, що відповідають за певні функції в організмі, а також застосування точних методів дозування реагентів і контролю біохімічних реакцій дозволяє використовувати лічені міліграми синтезованих сполук.

## Інтернет-ресурси
- English version of the 1982 document
- «The concealed side of the history of combinatorial chemistry»
- IUPAC's «Glossary of Terms Used in Combinatorial Chemistry»
- ACS Combinatorial Science (formerly Journal of Combinatorial Chemistry(інші мови))
- Combinatorial Chemistry Review
- Molecular Diversity
- Combinatorial Chemistry and High Throughput Screening
- Combinatorial Chemistry: an Online Journal
- SmiLib — A free open-source software for combinatorial library enumeration
- GLARE — A free open-source software for combinatorial library design